# 烏諾略克西納山
13°51′12″S 70°50′25″W / 13.85333°S 70.84028°W

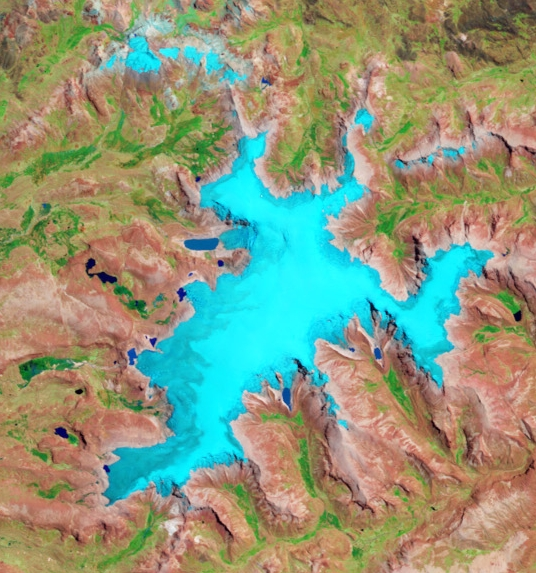

烏諾略克西納山（Unollocsina），是秘魯的山峰，位於該國東南部普諾大區，由卡拉瓦亞省的科拉尼區負責管轄，屬於韋爾卡努塔山脈的一部分，海拔高度5,300米。